# Jurij Lypa

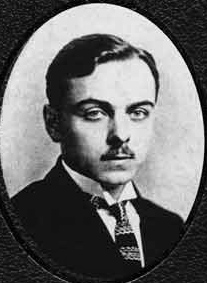
Jurij Lypa in den 1910er Jahren

Jurij Iwanowytsch Lypa (ukrainisch Юрій Іванович Липа; * 22. Apriljul. / 5. Mai 1900greg. in Odessa, Gouvernement Cherson, Russisches Kaiserreich; † 20. August 1944 in Schutowa, Oblast Lwiw, Ukrainische SSR) war ein ukrainischer Arzt, Schriftsteller, Dichter, Journalist, Publizist und ein Ideologe des ukrainischen Nationalismus.

## Leben
Jurij Lypa kam in Odessa als Sohn des ukrainischen Schriftstellers, Arztes und Politikers Iwan Lypa zur Welt. Nachdem er sein Abitur an einem Gymnasium in Odessa abgelegt hatte, begann er dort ein Studium an der juristischen Fakultät der Noworossijskij-Universität. 1917 wurde er Herausgeber der Zeitschrift Вісник Одеси (Wisnyk Odessy), und verfasste erste eigene Werke, darunter Union der Befreiung der Ukraine, Das Königreich Kiew im Rahmen des Bismarck-Projekts und Hetman Iwan Masepa. Im gleichen Jahr, nach der Proklamation der Ukrainischen Volksrepublik, nahm er in Odessa als Freiwilliger an den Kämpfen gegen die Bolschewiki teil.
Ende 1918 verließ er, gemeinsam mit seinem Vater, Odessa und setzte im darauffolgenden Jahr sein Jurastudium an den Universitäten in Kamjanez-Podilskyj, Stanislaw und Lemberg fort. Nachdem er im Herbst 1920 nach Polen emigriert war, lebte er zunächst in einem Interniertenlager für Angehörige der Armee der Ukrainischen Volksrepublik in Tarnów, wo er in der Abteilung für Presse und Propaganda arbeitete und einer der Gründer des literarischen und künstlerischen Gruppe Sonnenschein (Сонцесвіт) wurde. Zu Beginn des Jahres 1922 zog er nach Lwiw und anschließend ins, von Lwiw aus nahegelegene Wynnyky zu seinem Vater, auf dessen Anraten er im Herbst desselben Jahres ein Medizinstudium an der Universität in Posen aufnahm. Dort nahm er auch aktiv am Leben der ukrainischen Emigranten teil und schrieb unter anderem für das von Dmytro Donzow herausgegebene Literarische und Wissenschaftliche Journal (ab 1933 Vistnyk). Nach erfolgreichem Studium absolvierte er ein Praktikum in Danzig und zog 1928 nach Warschau, wo er als Arzt arbeitete, 1929 die Fakultät für Politikwissenschaft an der Universität Warschau absolvierte und, gemeinsam mit Jewhen Malanjuk, die literarische Gruppe Tank (Танк) gründete deren Hauptideologe er wurde.
Nach der Besetzung Warschaus durch die Wehrmacht 1940 gründete er, gemeinsam mit Lew Bykowskyj (Лев Устимович Биковський; 1895–1992), Walentyn Sadowskyj, Iwan Schowheniw (Іван Опанасович Шовгенів; 1874–1943) und Wadym Schtscherbakiwskyj (Вадим Михайлович Щербаківський; 1876–1957) das Ukrainische Schwarzmeer-Institut, eine Forschungseinrichtung, die sich dem Studium der politischen und wirtschaftlichen Probleme einer unabhängigen Ukraine widmete.

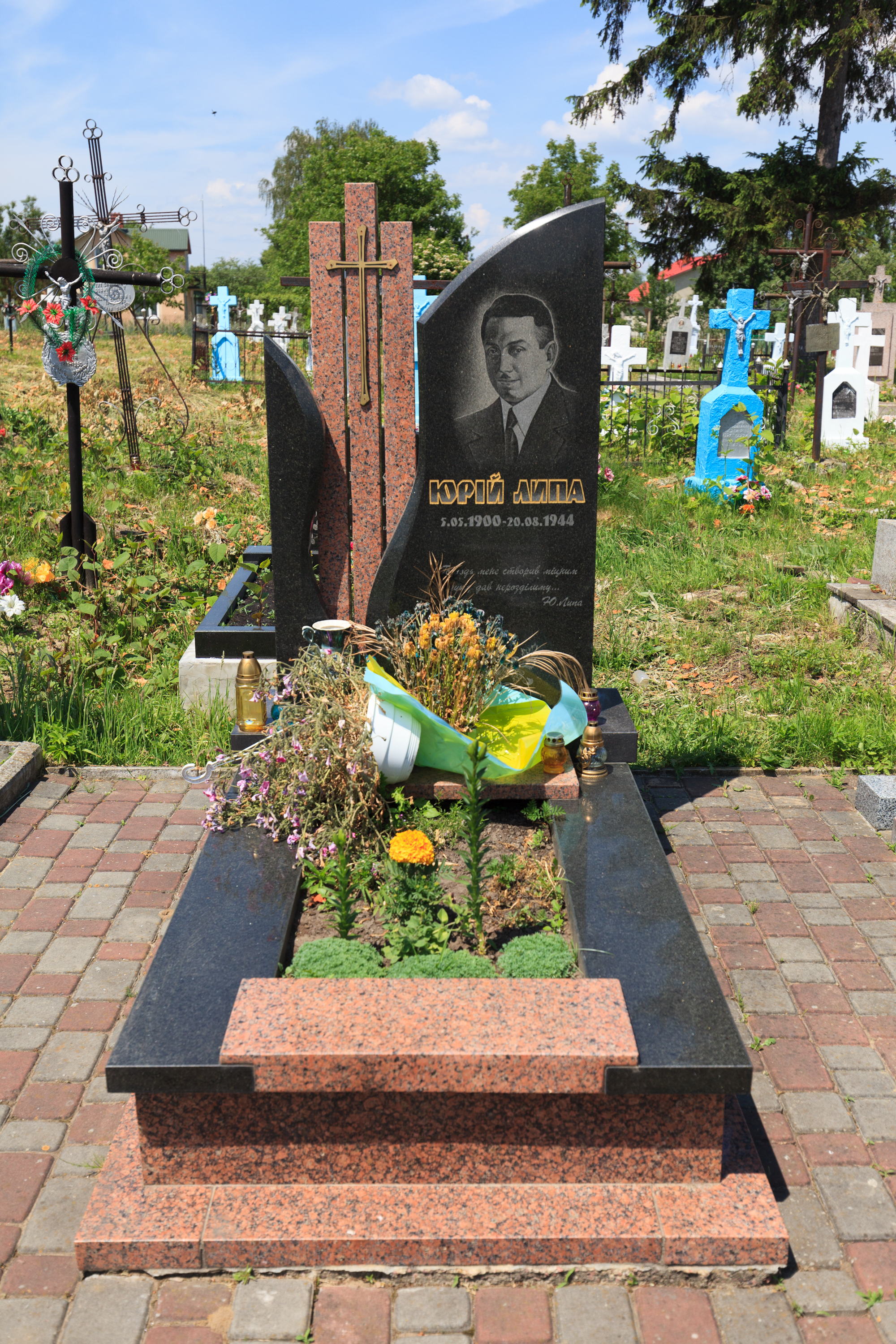
Grab von Jurij Lypa im Dorf Buniw

In der Absicht, das Institut nach Odessa zu verlegen, besuchte er 1942 seine von den Rumänen besetzte Heimatstadt, jedoch kam die Verlegung aufgrund des Kriegverlaufs nicht zu Stande. Gemeinsam mit seiner Frau und seinen zwei Töchtern zog er am Sommerbeginn 1943 ins westukrainische Jaworiw, wo er als Arzt praktizierte und aktiv in der Organisation Ukrainischer Nationalisten und am Kampf der Ukrainischen Aufständischen Armee (UPA) gegen die Rote Armee teilnahm. Auch nach dem Vormarsch der Sowjetarmee weigerte er sich, in die Emigration in den Westen zu gehen und wurde vom Juli 1944 an Ausbilder der 1. UPA-Oberschule der Ukrainische Aufständische Armee. Von Mitarbeitern des NKWD der Ukrainischen SSR wurde er am 19. August 1944 im Dorf Iwanyky (Іваники) im Rajon Jaworiw gefangen und tags darauf im Dorf Schutowa (Шутова) brutal ermordet. Einheimische bestatteten ihn auf dem Friedhof im Dorf Buniw (Бунів).

## Werk
Lypa schrieb über 200 Werke, darunter Bücher, Artikel, Rezensionen und Übersetzungen insbesondere von Rainer Maria Rilke, Friedrich Hölderlin und Georges Rodenbach.
In Odessa erschien im Jahr 2000 eine von O. Janchuk zusammengestellte Bibliographie seiner Werke.